# Exoribatula biundata
Exoribatula biundata är en kvalsterart som beskrevs av Arthur P. Jacot 1936. Exoribatula biundata ingår i släktet Exoribatula och familjen Hemileiidae. Inga underarter finns listade i Catalogue of Life.